# Nutsa Kukhianidze
Nutsa Kukhianidze (en géorgien : ნუცა კუხიანიძე), née le 8 août 1983 à Tbilissi (République socialiste soviétique de Géorgie, actuellement Géorgie), est une actrice géorgienne.
Elle est apparue dans plus de douze films depuis 1998.

## Biographie
À l'âge de 9 ans, Nutsa Kukhianidze joue l'un des rôles principaux du court métrage Ara, megobaro (1993, litt. « Non, mon ami ») de Gio Mgeladze.
En 2005, avec plusieurs amis, elle fonde le studio de cinéma Sanguko.

## Filmographie (sélection)
| Année | Titre                          | Rôle     | Réalisateur     |
| ----- | ------------------------------ | -------- | --------------- |
| 2000  | L'Été de mes 27 baisers        | Sibylla  | Nana Djordjadze |
| 2002  | L'Homme de la Riviera          | Anne     | Neil Jordan     |
| 2004  | Mathilde                       | Mathilde | Nini Mimika     |
| 2005  | A Trip to Karabakh             | Iana     | Levan Tutberidz |
| 2014  | Tbilisi, I Love You            | Nana     |                 |
| 2015  | The Summer of Frozen Fountains | Annie    | Vano Burduli    |

## Récompenses et distinctions
- (en) Nutsa Kukhianidze: Awards, sur l'Internet Movie Database